# Gnomidolon opacicolle
Gnomidolon opacicolle es una especie de escarabajo longicornio del género Gnomidolon, categorizada en la tribu Hexoplonini, de la subfamilia Cerambycinae. Fue descrita por Napp & Martins en 1985.

## Descripción
Mide 9,8-11,3 mm de longitud.

## Distribución
Se distribuye por Brasil.